# Giuseppe De Santis
Giuseppe De Santis (ur. 11 lutego 1917 w Fondi, zm. 16 maja 1997 w Rzymie) – włoski reżyser i scenarzysta filmowy. Jeden z głównych twórców włoskiego neorealizmu. Brat nagrodzonego Oscarem operatora Pasqualino De Santisa.

## Życiorys
Początkowo studiował filozofię i literaturę, po czym dostał się na rzymską uczelnię filmową Centro sperimentale di cinematografia. Pracując jako dziennikarz dla czasopisma "Cinema", De Santis stał się, pod wpływem Cesare Zavattiniego, jednym z głównych propagatorów neorealizmu. Opowiadał się za tym, by kino odzwierciedlało proste i naogół tragiczne życie proletariatu za pośrednictwem zdjęć kręconych w naturalnych plenerach oraz nieprofesjonalnych aktorów.
Był członkiem Włoskiej Partii Komunistycznej. Brał czynny udział w walkach z niemieckimi hitlerowcami w czasie II wojny światowej.
Karierę w filmie rozpoczął jako scenarzysta. Był współtwórcą scenariusza debiutanckiego filmu Luchino Viscontiego pt. Opętanie (1943). Film uznawany jest za prekursora nadciągającego włoskiego neorealizmu.
Zadebiutował jako reżyser neorealistycznym filmem Tragiczny pościg (1947). Jego kolejny obraz Gorzki ryż (1949) był wielkim kinowym przebojem i uczynił z Silvany Mangano jedną z największych gwiazd ówczesnego włoskiego kina. Za scenariusz do tego filmu, De Santis wspólnie z Carlo Lizzanim otrzymał nominację do Oscara. W nurt neorealistyczny wpisał się również kolejnymi klasycznymi filmami: Nie ma pokoju pod oliwkami (1950) i Rzym, godzina 11 (1952). 
W latach 50. De Santis nakręcił melodramat Dni miłości (1954) z Marcello Mastroiannim i Mariną Vlady. Film ten przyniósł mu Złotą Muszlę na MFF w San Sebastián. Ostatnim ważnym filmem w dorobku reżysera była nakręcona w koprodukcji z Jugosławią Droga długa jak rok (1958). Obraz nominowano do Oscara dla najlepszego filmu nieanglojęzycznego i nagrodzono Złotym Globem. Na planie tego filmu De Santis poznał swoją żonę, serbską aktorkę Gordanę Miletić, z którą stanowili parę aż do jego śmierci.
Jego kolejne dokonania nie wzbudziły już specjalnego zainteresowania ani u krytyki, ani u publiczności. De Santis zmarł na atak serca w wieku 80 lat w Rzymie. We Włoszech ogłoszono jednodniową żałobę narodową, a jego żona i przyjaciele wkrótce później założyli fundację jego imienia.

## Filmografia

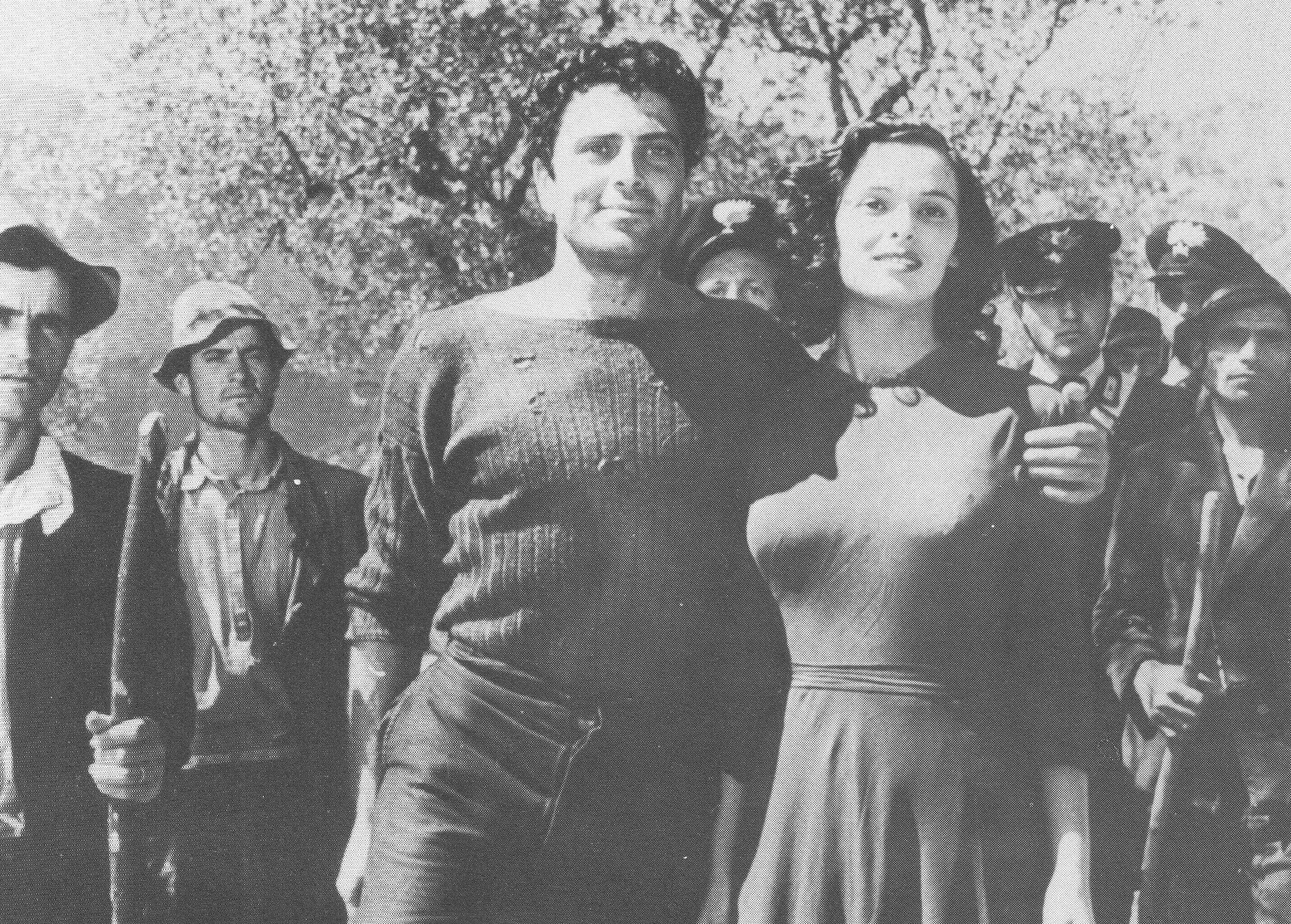
Raf Vallone i Lucia Bosé w filmie Nie ma pokoju pod oliwkami (1950) De Santisa.

### Reżyser
- 1945: Dni chwały (Giorni di gloria) – dokumentalny, wspólnie z Luchino Viscontim
- 1947: Tragiczny pościg (Caccia tragica)
- 1949: Gorzki ryż (Riso amaro)
- 1950: Nie ma pokoju pod oliwkami (Non c'è pace tra gli ulivi)
- 1952: Rzym, godzina 11 (Roma ore 11)
- 1953: Mąż dla Anny Zaccheo (Un marito per Anna Zaccheo)
- 1954: Dni miłości (Giorni d’amore)
- 1957: Ludzie i wilki (Uomini e lupi)
- 1958: Droga długa jak rok (La strada lunga un anno)
- 1960: Garsoniera (La garçonnière)
- 1964: Oni szli na Wschód (Italiani brava gente)
- 1972: Szanowany fachowiec o zapewnionej przyszłości (Un apprezzato professionista di sicuro avvenire)
- 1995: Dziś jest ten dzień (Oggi è un altro giorno) – krótkometrażowy dokumentalny[2][3]